# Hymenophyllum elberti
Hymenophyllum elberti är en hinnbräkenväxtart som beskrevs av Eduard Rosenstock. Hymenophyllum elberti ingår i släktet Hymenophyllum och familjen Hymenophyllaceae. Inga underarter finns listade.